# Anne-Louis Girodet-Trioson
Anne-Louis Girodet-Trioson, eigenlijk Anne-Louis Girodet de Roussy Trioson, (Montargis (Loiret), 5 januari 1767 - Parijs, 9 december 1824) was een Franse kunstschilder. Hij wordt gerekend tot het classicisme en werd vooral bekend door zijn portretten en zijn historische taferelen. Ook illustreerde hij boeken.

## Leven en werk

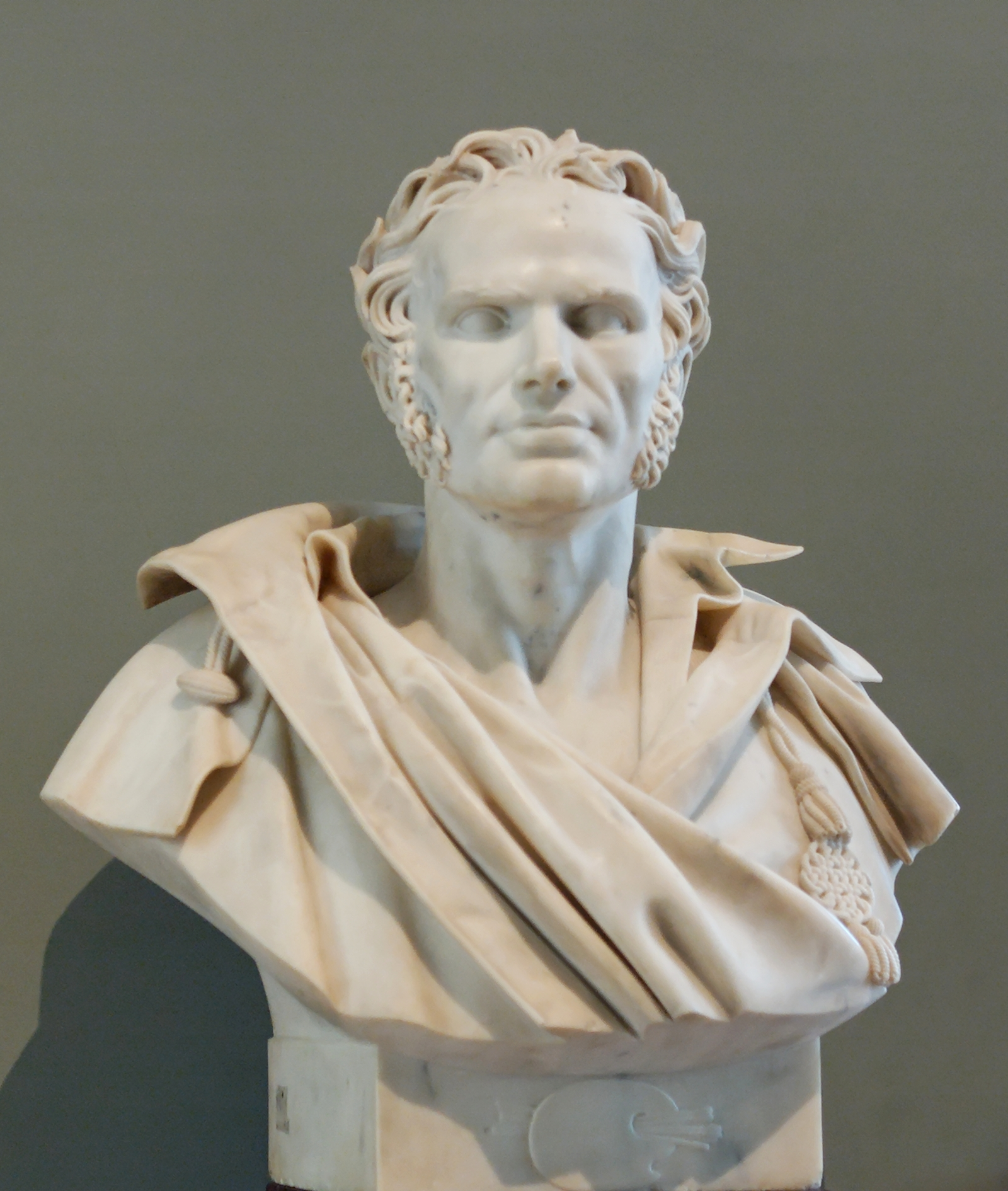
Jean-Baptiste Roman, Buste van Girodet, Louvre, Parijs

Girodet kreeg een klassieke vooropleiding in Parijs, toonde echter snel een artistieke begaafdheid en begon op zijn zeventiende met een studie aan de École nationale supérieure des beaux-arts, waar toentertijd Jacques-Louis David doceerde.
Al snel toonde Girodet zich een van Davids meest begaafde leerlingen. In 1789 won hij de Prix de Rome met zijn schilderij Joseph en zijn broers. Met de aan de prijs verbonden studiebeurs reisde hij vervolgens voor vijf jaar naar Rome, waar hij onder andere zijn bekende werken Hippocrates weigert de geschenken van Artaxerxes en Slapende Endymion schilderde.
Na zijn terugkeer in Parijs legde Girodet zich vooral toe op het portretschilderen, maar hij bleef ook historische taferelen schilderen: geprezen werden onder meer zijn Atala bij het graf (1808), De Zondvloed, waarmee hij een gouden medaille won in de Parijse salon, Hoofd van de Maagd (1812) en Pygmalion en Galatéa (1819). 
Zijn werk is bij uitstek classicistisch en valt vooral op door het gebruik van verrassende licht- en kleureffecten, alsook door een zekere levendigheid die bij zijn voorgangers vaak afwezig is.
Girodet illustreerde ook een aantal literaire werken, onder meer van Chateaubriand, Racine en klassieke schrijvers zoals Vergilius.
Girodet leed aan syfilis en overleed op 57-jarige leeftijd in Parijs. Hij ligt begraven op het kerkhof Père Lachaise. Veel van zijn belangrijkste werken zijn te bezichtigen in het Louvre. In het Louvre bevindt zich ook een buste van Girodet, door Jean-Baptiste Roman.
In 2006-2007 werd een grote overzichtstentoonstelling van Girodets werk georganiseerd in Chicago, met meer dan 100 van zijn werken.

## Galerij

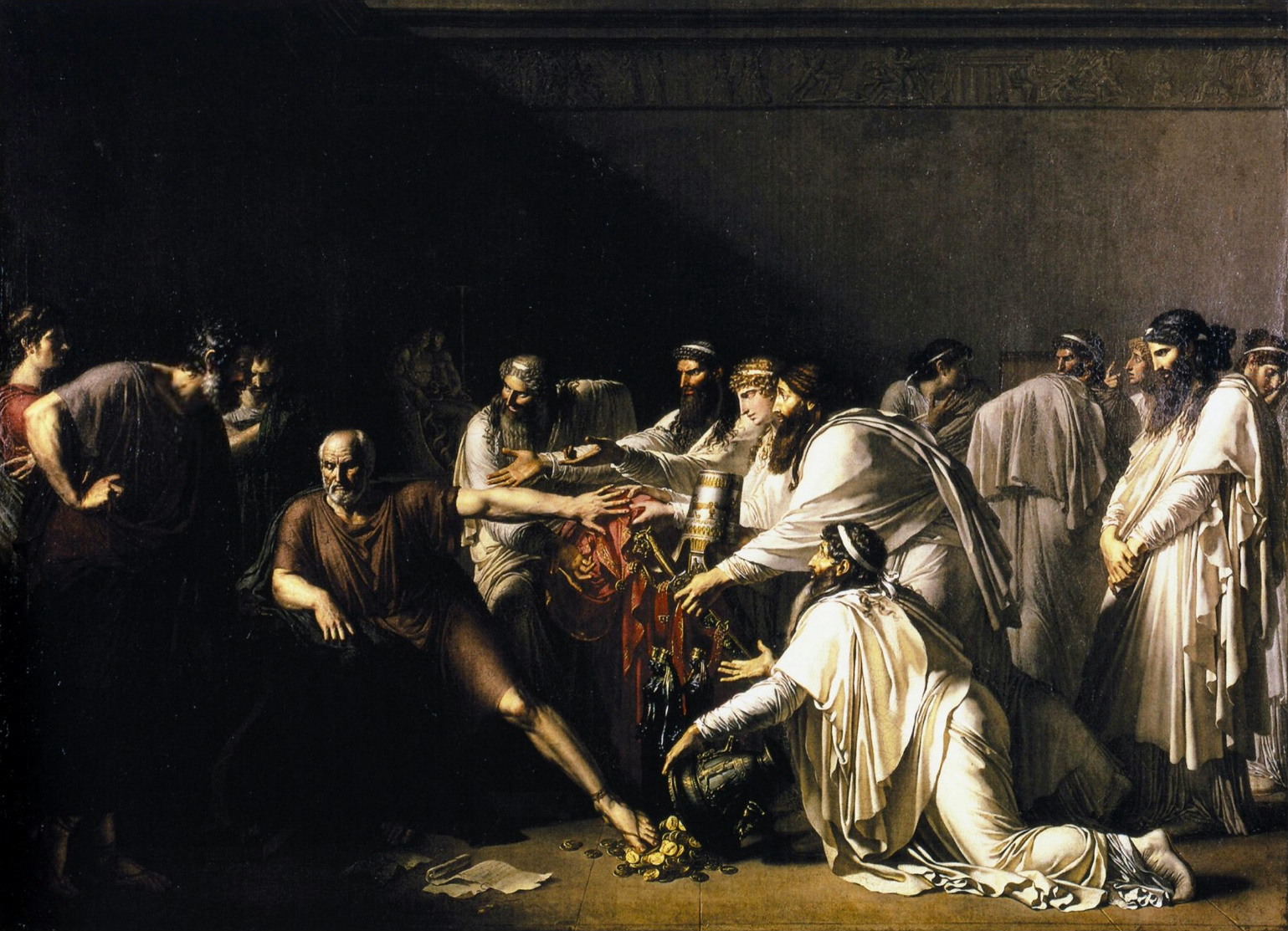
Hippocrates weigert de geschenken van Artaxerxes, 1792
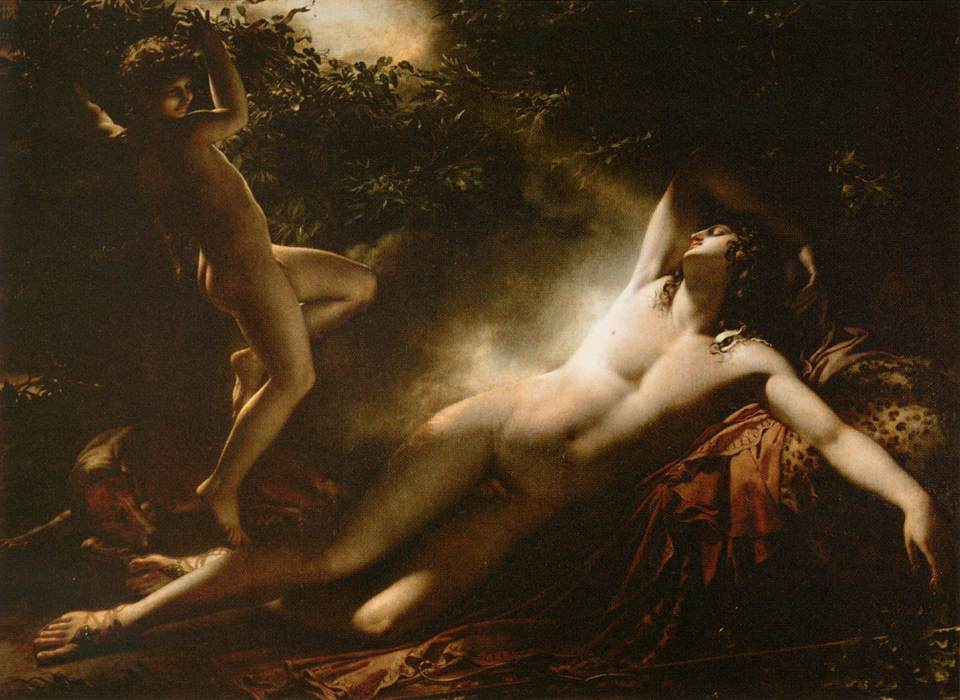
De slapende Endymion, 1793
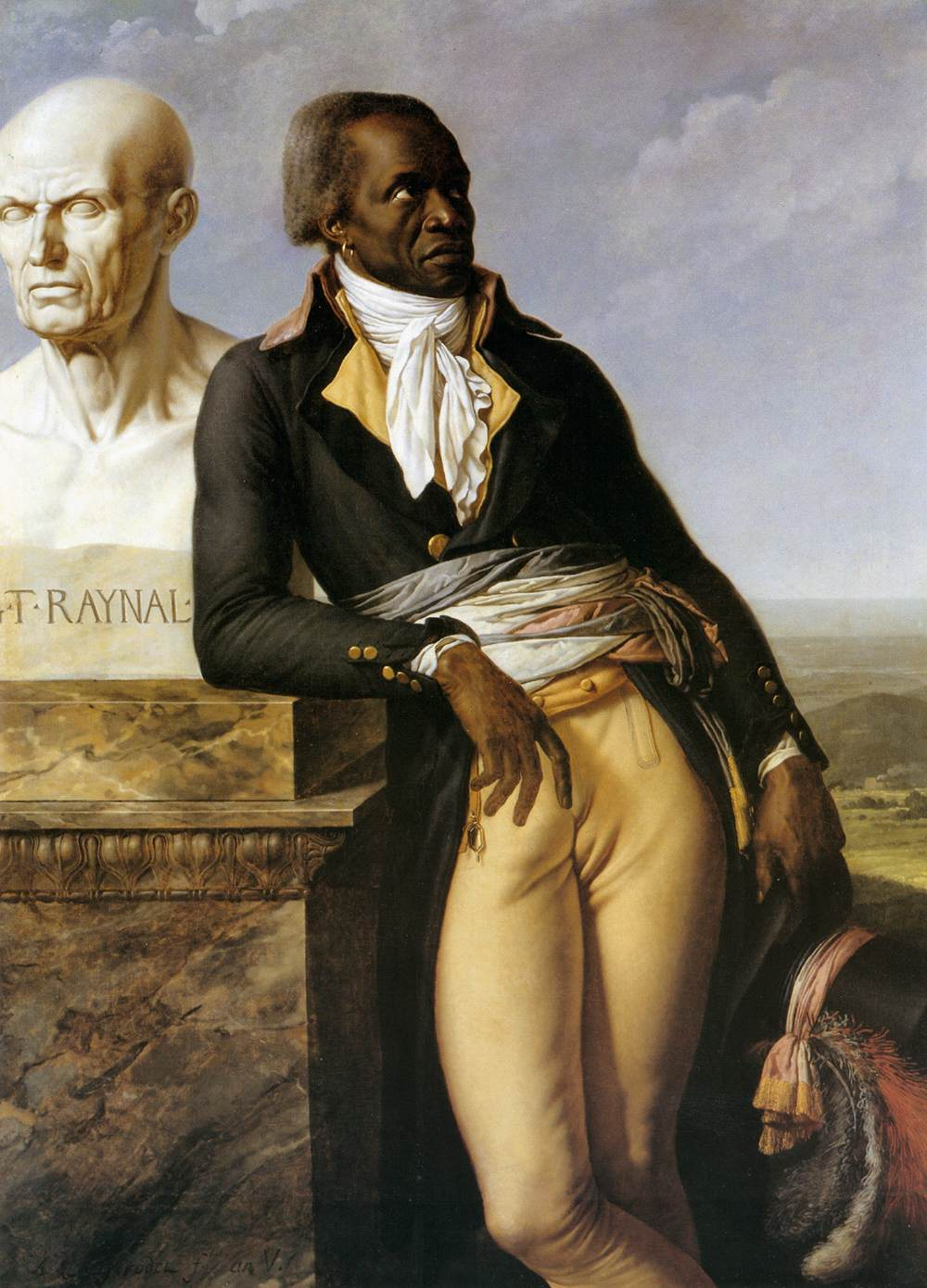
Portret van J.B. Belley, 1797
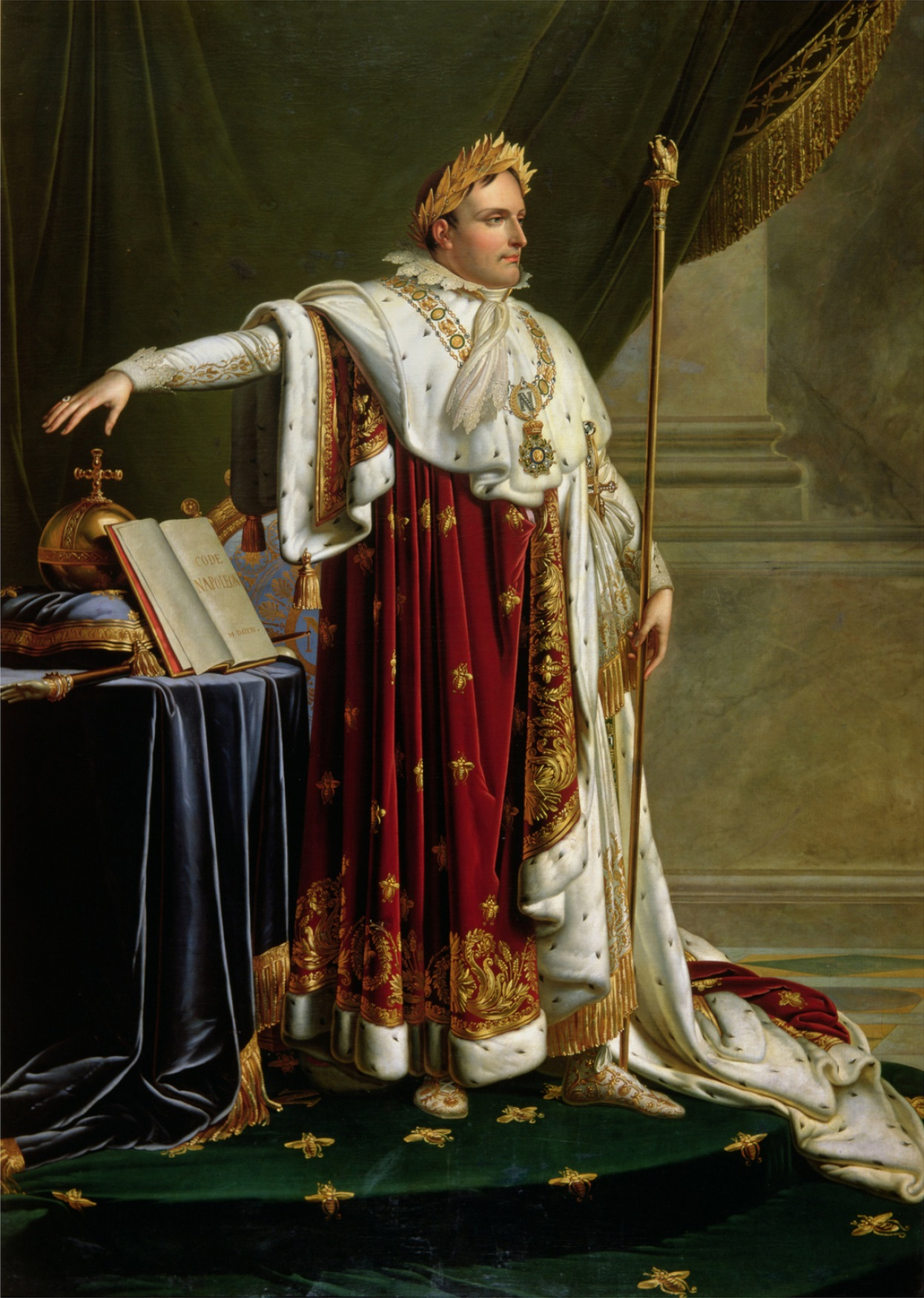
Portret van Napoleon Bonaparte, 1800
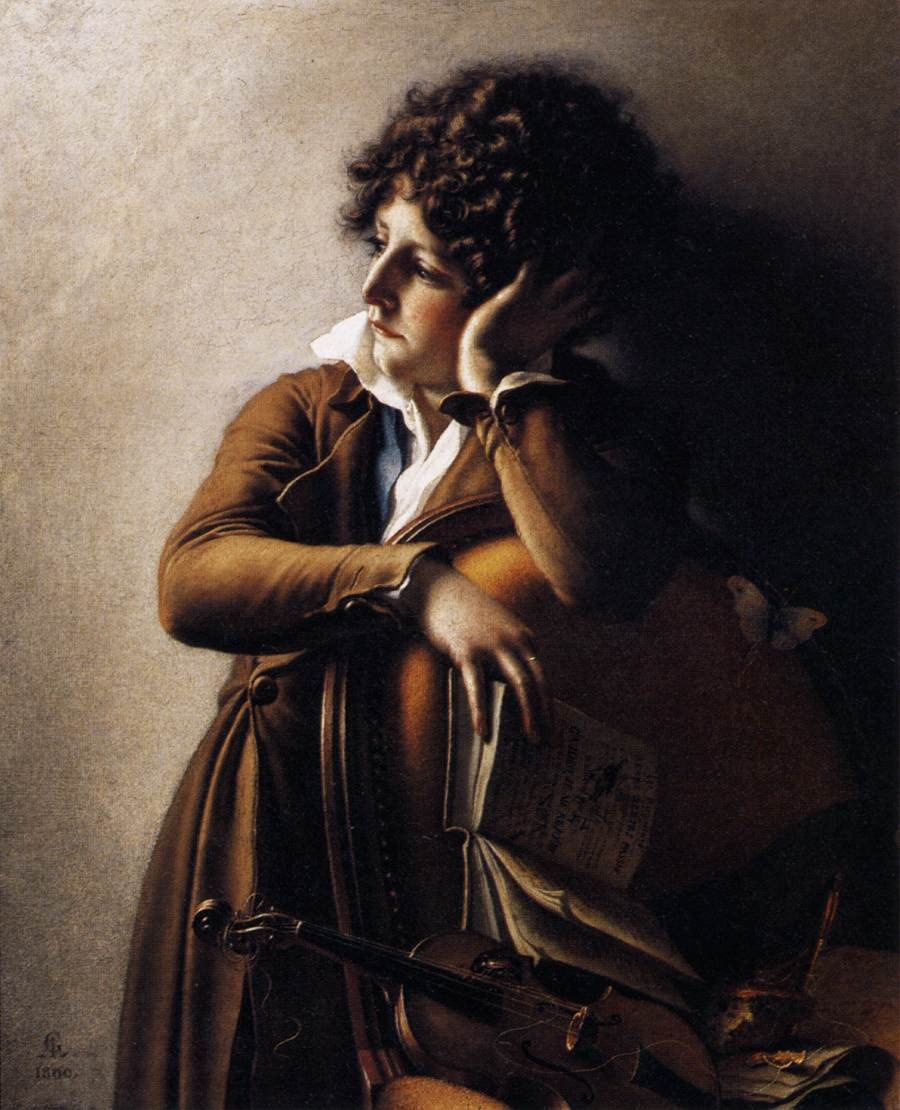
Portret van Benoît-Agnes Trioson, 1800
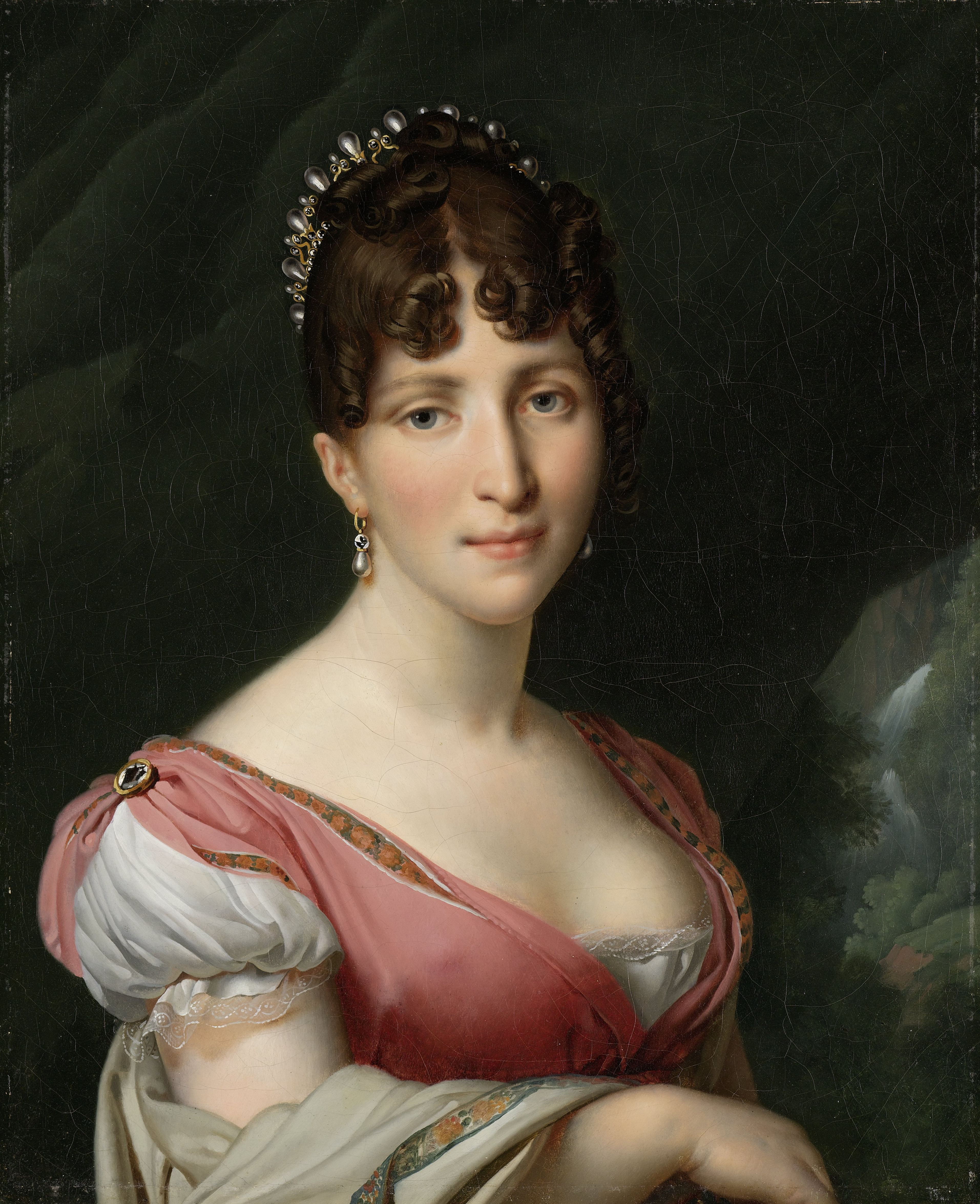
Portret van Hortense de Beauharnais, 1805-1809
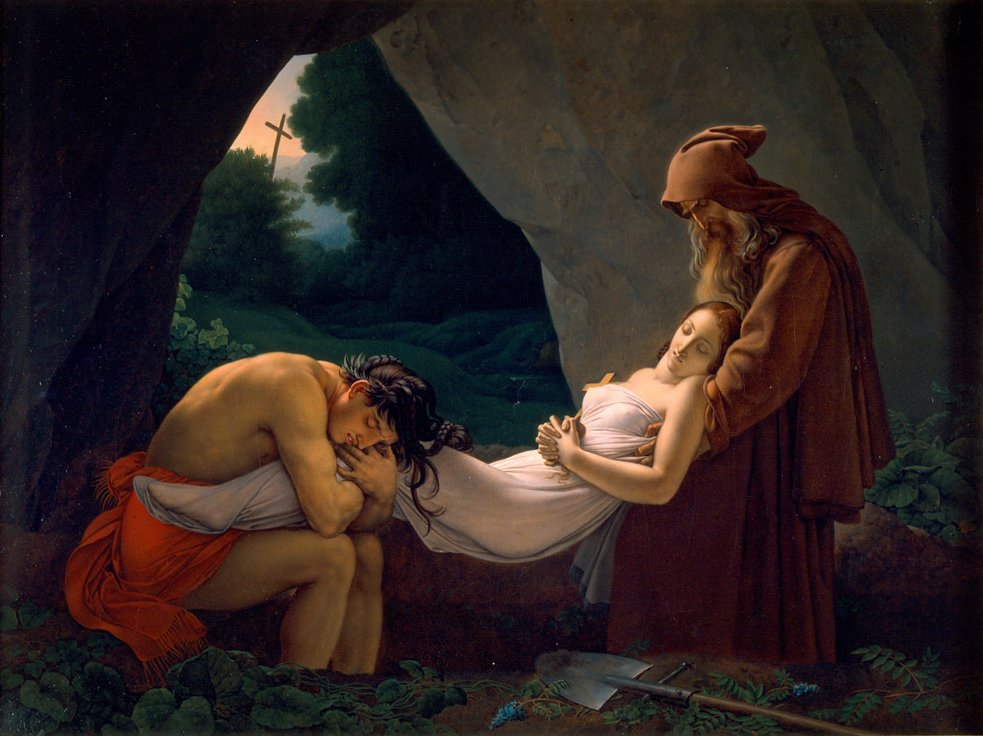
Atala bij het graf, 1808
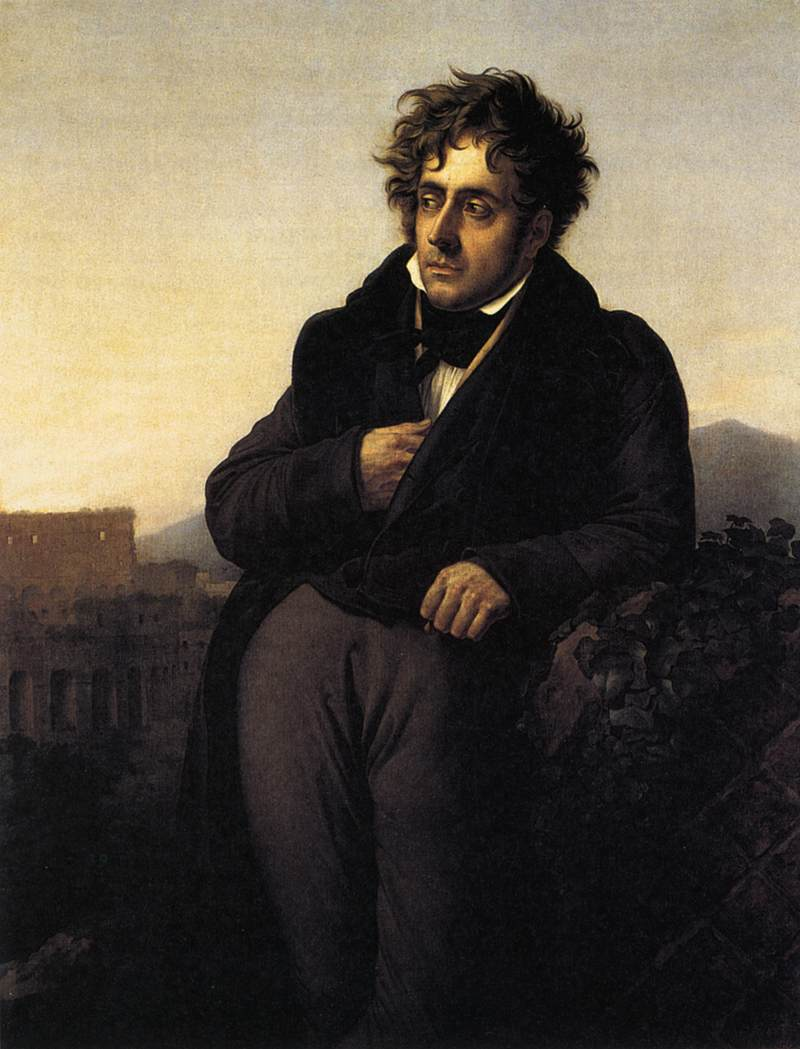
Portret van François-René de Chateaubriand, 1809
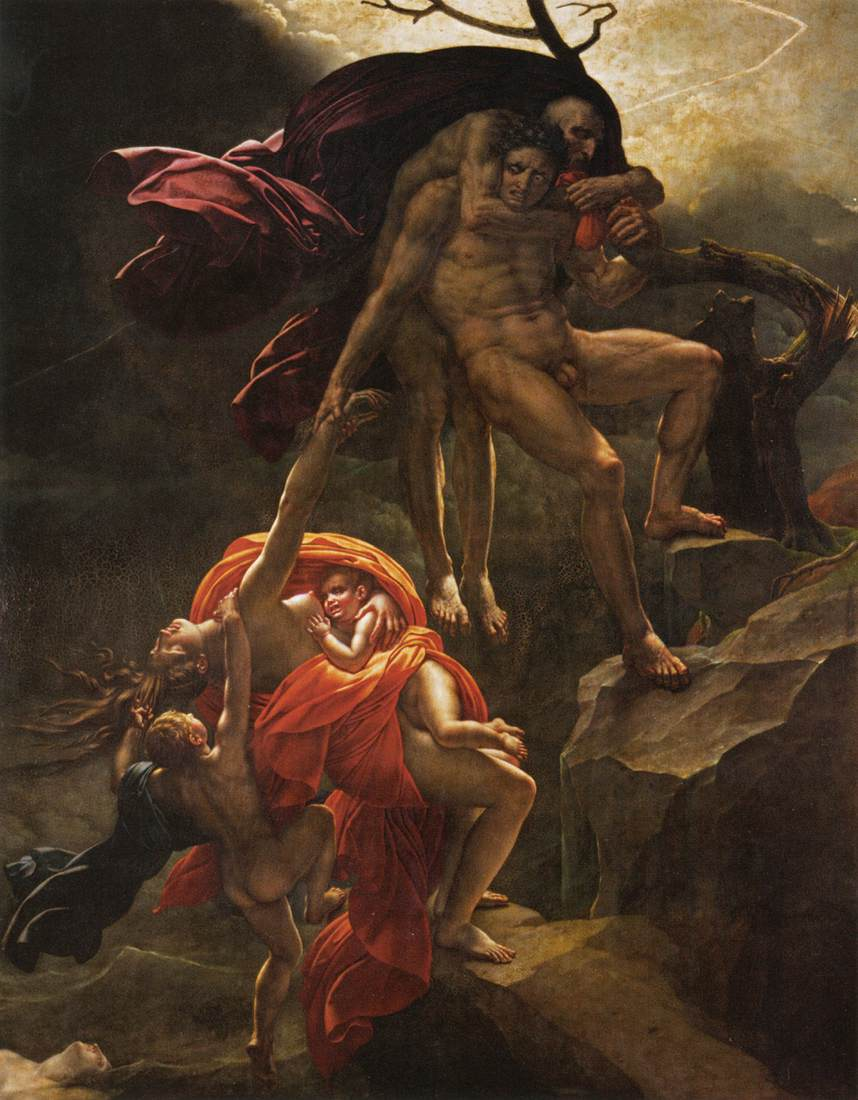
De Zondvloed, 1810
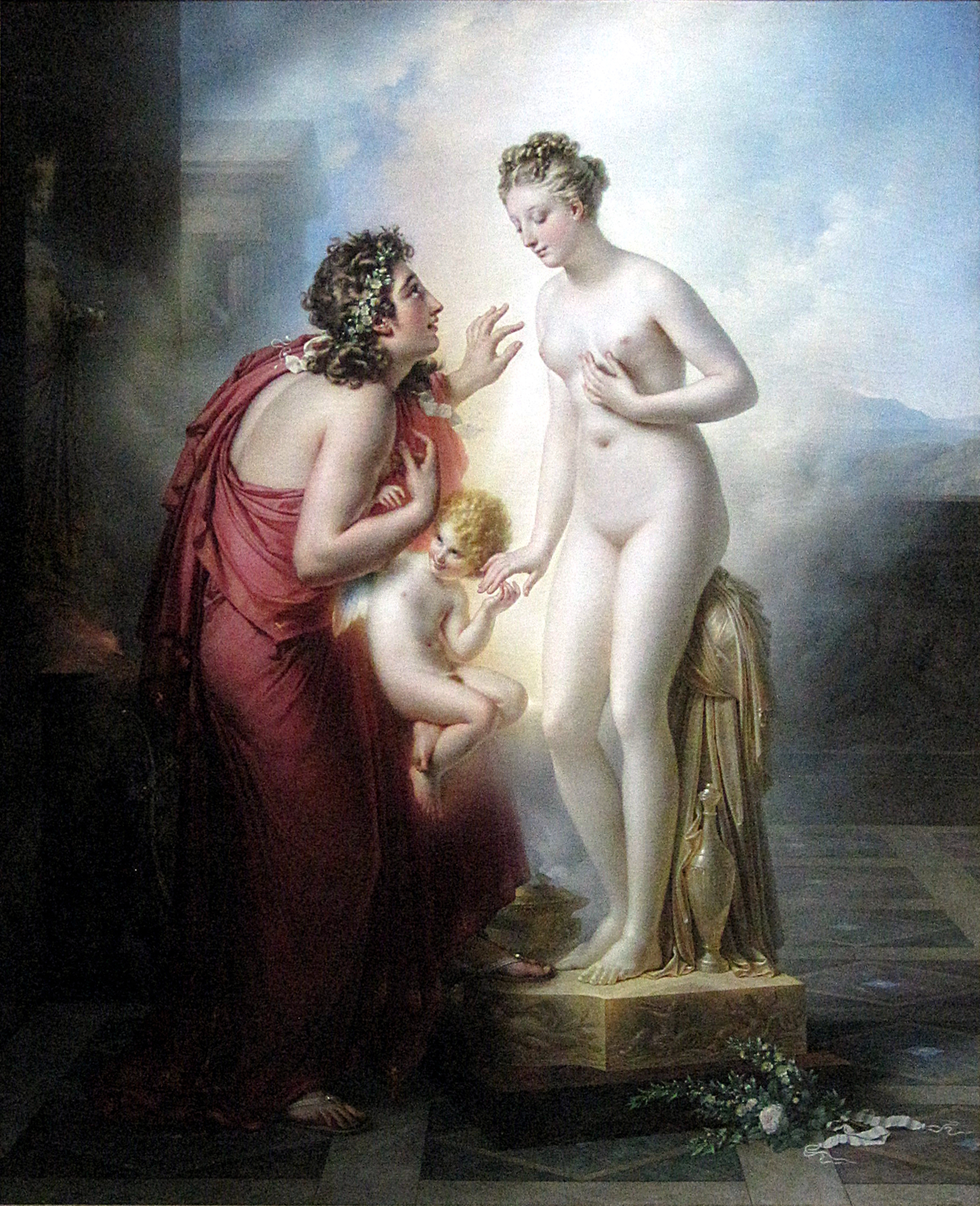
Pygmalion en Galatéa, 1819